# Storås
Storås is een plaats in de Noorse gemeente Meldal, provincie Trøndelag. Storås telt 303 inwoners (2007) en heeft een oppervlakte van 0,6 km².